# Едвард Окунь
Матеуш Францішек Едвард Окунь (пол. Mateusz Franciszek Edward Okuń; 21 вересня 1872, Вулька Зеженьська (неподалік від Варшави) — 17 січня 1945, Скерневиці) — польський художник, ілюстратор і масон.

## Життєпис
У 1890–1891 навчався у Школі малювання Войцеха Герсона у Варшаві, в 1891–1893 роках в Академії образотворчих мистецтв у Кракові під керівництвом Ізидора Яблоньського і Яна Матейка. Він продовжував свої дослідження в Мюнхені та Парижі. У 1897 році він вирушив на навчання до школи Симона Голлоші (Simon Hollósy) в Мюнхені, також в Угорщині, де Голлоші заснував художню колонію. З 1898 року жив протягом 20 років в Римі. У той час багато подорожував по Італії. Він був одним із засновників Ложі масонства «Полонія».
Після повернення до Польщі в 1921 році він оселився у Варшаві. Він був віцеголовою Товариства заохочення мистецтв «Захента». 16 грудня 1922 він став свідком вбивства першого Президента Польщі Габріеля Нарутовича художником Елігіюшем Невядомським. У 1925 році став професором в Академії образотворчих мистецтв в ім'я Войцеха Герсона у Варшаві, в 1933–1934 був директором. Він був членом Асоціації польських художників «Штука». Разом зі своїми друзями він заснував масонську ложу «Копернік».
Під час Другої світової війни мешкав у Варшаві. Після Варшавського повстання в 1944 році переїхав до Скерневиць, де загинув у січні 1945 року на вулиці від випадкової кулі.

## Обрані твори

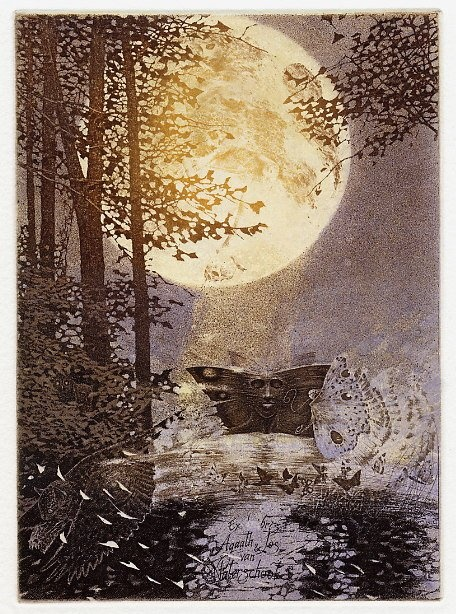
Нічні метелики
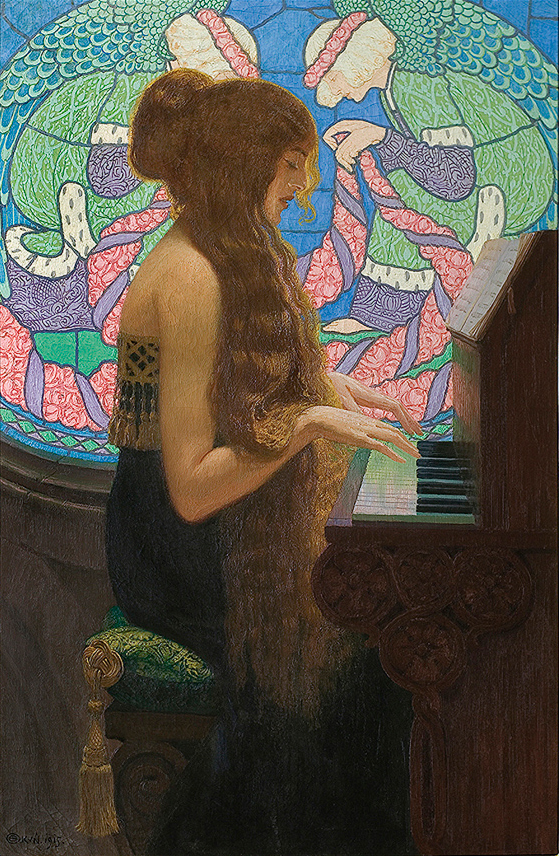
Musica sacra
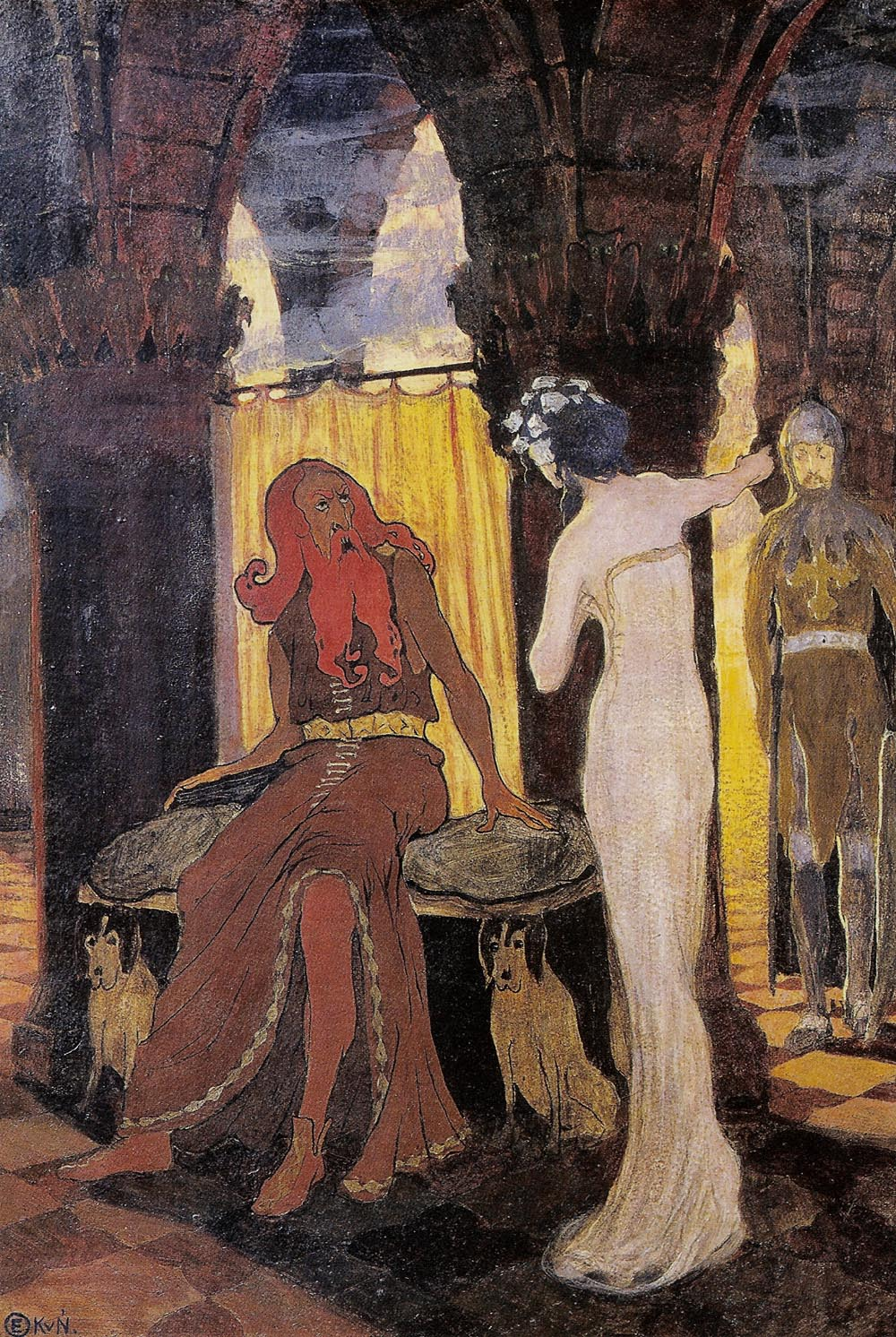
Легенда
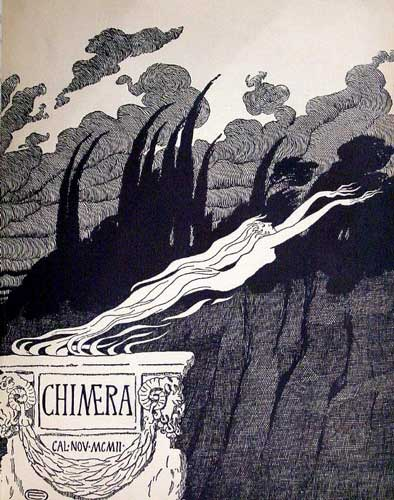
Обкладинка журналу „Chimera”
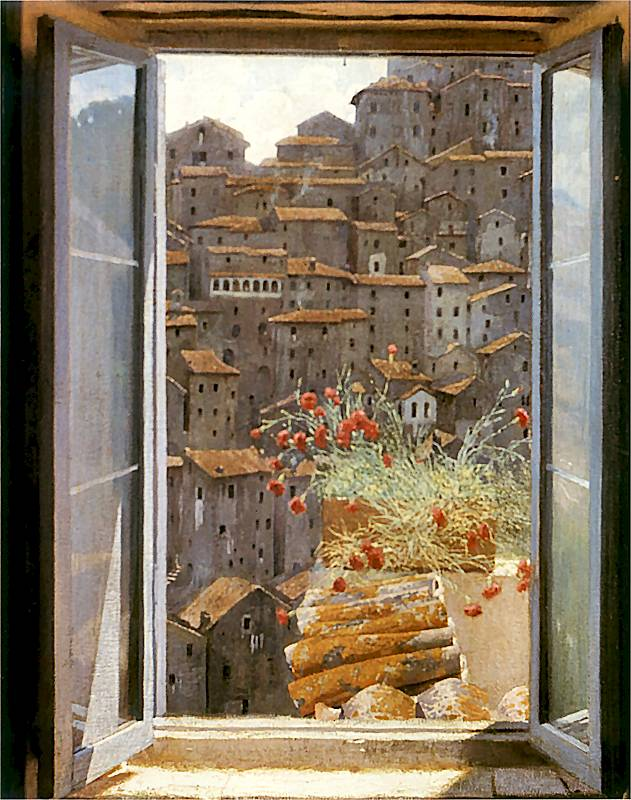
Краєвид з вікна